# 気筒休止エンジン
気筒休止エンジン（きとうきゅうしエンジン）は、低負荷運転時あるいはアイドリング時に、一部または全部のシリンダーを休止させる機能を搭載したレシプロエンジンである。可変排気量エンジン、片バンク休止エンジン、可変シリンダーなどとも呼ばれている。

## 概要
可変バルブ機構を内蔵したロッカーアーム(またはバルブリフター)を用いカムからバルブへの伝達を遮断させるか、何らかの方法でゼロリフトのカムに切り替える事で、吸排気バルブの両方を全閉・密着、吸排気および燃料供給を停止させることによって、目的のシリンダーを休止させる。この「休止」は熱機関の稼働サイクルとしての休止であり、動部品の往復・回転運動までが停止するわけではない。そのため、休止したシリンダーは断熱圧縮・膨張に近いサイクルとなり作動気体による損失は小さくなるが、部品同士の摩擦損失はなお存在する。
気筒休止させることによって、見かけ上、より排気量の小さなエンジンとなる。特に低負荷時に気筒休止させた場合、同等の出力を出すためにスロットルバルブを相対的に大きく開けることになるため、ポンピングロスが低減され、燃料消費と排出ガス量を低減できる。運転者によるアクセルペダルの入力とは無関係にスロットル開度を変化させる必要があるため、スロットル制御には一般的にドライブ・バイ・ワイヤが用いられる。また、単純に稼働している気筒数が減ることで実質的な総排気量が減り、アイドリング時などは燃料消費量が減る。なお、気筒休止中も点火プラグは放電している。これは気筒復帰した際に点火プラグの汚れで失火するのを防ぐためである。
V型エンジンを持つ大型トラック等にあっては、アイドリング時に片バンクを休止させる機構を持つものが多かった。
また、F1カーなどにおいても気筒休止エンジンは存在するが、これは燃費向上を目的としたものではなく、コーナーで速度（エンジン出力）を落としつつも高い回転数を維持することで、コーナーを抜けた後の立ち上がりを確保するためである。

## フライホイール効果
気筒休止エンジンでは、休止しているシリンダーのピストンも上昇・降下を繰り返す。そのため、気筒休止に移った瞬間において、下死点付近でバルブが閉じた場合は内部の空気が圧縮されるが、次の行程では圧縮された空気によってピストンが押し返される。逆に、上死点付近でバルブが閉じた場合は負圧として働く。このため、クランクシャフトの回転エネルギーを圧縮空気（又は負圧）に変換して蓄える形の、一種のフライホイールとして機能する。直列4気筒エンジンではアイドリング時などはフライホイールを大きくした場合と同じ効果により安定するが、V型6気筒では片バンクを停止させるため、振動が大きくなり、アイドリング時は気筒停止させていない。

## 気筒休止エンジンの課題
気筒停止した時の振動の低減や、気筒停止に切り替えた時の出力変化をいかに低減させながら、気筒停止運転をいかに長く作動させるかが課題である。GMでは気筒停止で作動させられる間隔が短く、思ったほど低燃費効果が現れないとしている。
またバンクごとに触媒をもつV型エンジンにおいて片バンク休止を行う場合、触媒の温度を維持するために適宜休止するバンクを切り替える必要がある。
上記の課題の他にも気筒休止以外で低負荷時のポンピングロス低減が図りやすくなっている点もある。例えば現在DOHCを中心に普及している位相変化タイプの可変バルブタイミング機構においては作用角の広いカムを用い、遅角する事で吸気バルブの遅閉じによるポンピングロス低減が図れる他、同じくポンピングロス低減に有効なEGR導入を多く行う事が増えたため、機構や制御が複雑となる気筒休止をさらに採用するメリットが低減している側面もある。
ただし位相変化タイプの可変バルブタイミング機構の採用が難しく、気筒休止機構を内蔵できるロッカーアームがもとより存在しているSOHCおよびOHVにおいては現在でも有効であり、導入しやすい機構ともいえる。

## 歴史

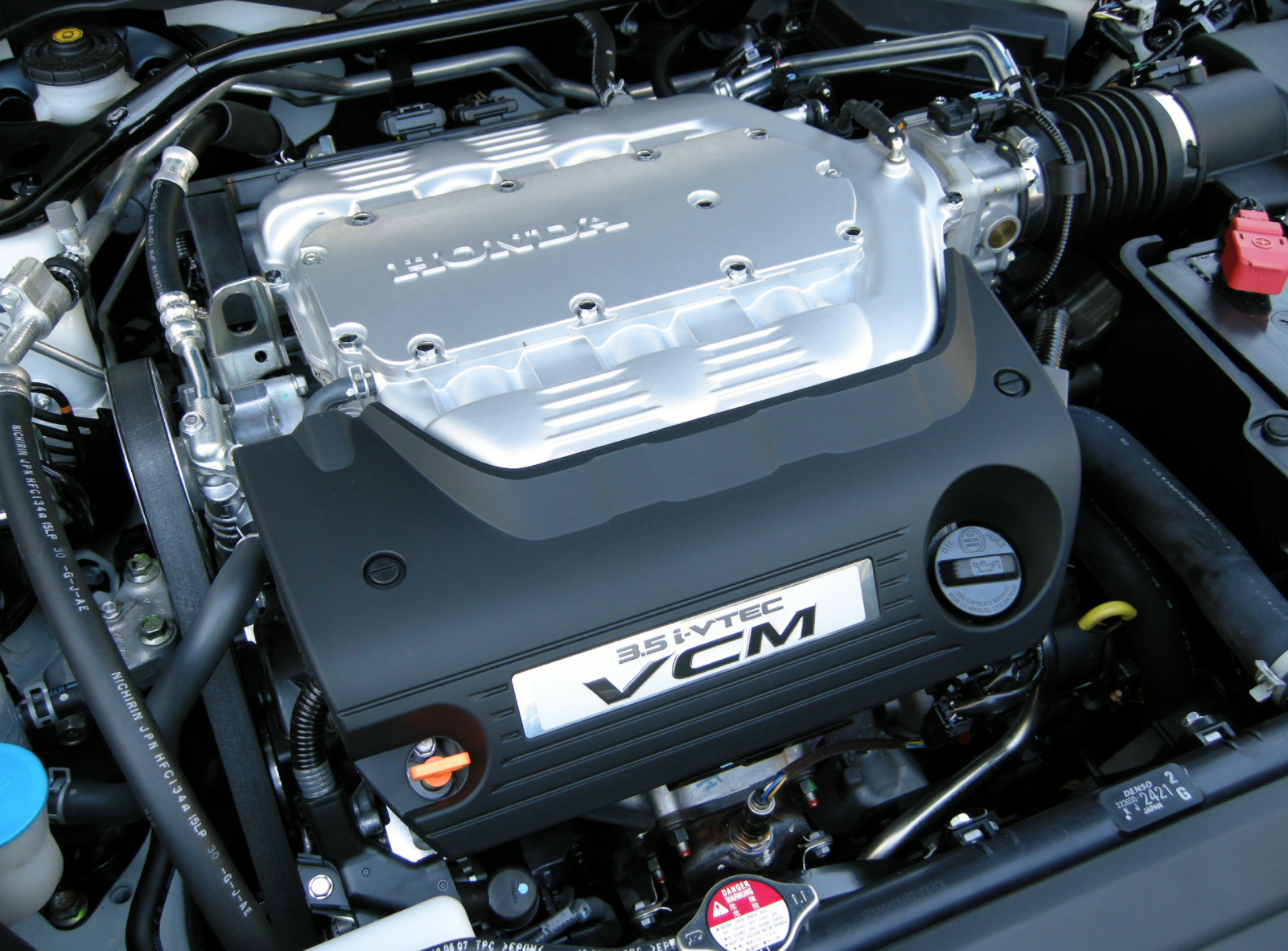
ホンダの新型VCM搭載V6エンジン（2007年）

- 1981年に発売されたキャディラックのV型8気筒 L62 V8-6-4 エンジンが、最初の気筒休止エンジンであるとされる。しかしながらトラブルが多くすぐに廃れてしまった[1]。
- 1982年に、日本国内において三菱自動車がミラージュの直列4気筒1,400ccエンジンに、MDエンジンと称して初めて採用した。
- 1990年代に、メルセデス・ベンツがV型12気筒、V型8気筒エンジンに採用した。
- 1992年に、三菱自動車がギャランの直列4気筒、V型6気筒エンジンに、MIVEC-MDと称して採用した。
- 2001年に、ホンダがシビックハイブリッドのエネルギー回生効率を向上させるため、減速時のエンジンブレーキを低減する目的で、4気筒のうち3気筒の休止を採用した[2][3]。
- 2003年に、ホンダがインスパイアのV型6気筒に、VCMと称して採用した。これはエリシオンやアコードハイブリッド、北米仕様オデッセイにも採用された[4][5]。
- 2004年に、クライスラーがヘミエンジンに、MDS（en:Multi-Displacement System）と称して採用した。
- 2005年に、GMがDisplacement on Demandと称して採用した。ホンダがシビックハイブリッドの新モデルに4気筒すべての休止を採用した。
- 2007年に、ホンダが北米向けアコード及びインスパイアのV6エンジンに、6-4-3と3段階に気筒数を切り替える新型のVCMを採用した。4気筒運転時には各バンクの2気筒ずつが運転される[6][7]。
- 2011年に、メルセデス・ベンツがSLK55 AMGのM152 V8エンジンに「AMGシリンダー・マネジメント」の名称で気筒休止を採用した[8][9]。
- 2012年に、フォルクスワーゲンがポロ・BlueGTに「アクティブ・シリンダー・テクノロジー」(ACT)の名称で気筒休止を採用し欧州で発売した[10]。日本では「アクティブ・シリンダー・マネジメント」の名称で2013年ゴルフ TSI ハイライン[11] に搭載され（ポロ・ブルーGT[12] に先行して）発売された。
- 2015年に、ランボルギーニがウラカンにV型10気筒自然吸気エンジンでは初となる気筒休止を採用した[13]。
- 2016年に、アストンマーティンがDB11のV12エンジンにインテリジェント・バンク・アクティベーションの名称で気筒休止を採用した[14][15]。
- 2016年に、フォードがエコブーストエンジン（en:Ford EcoBoost engine）に直列3気筒エンジンでは初となる気筒休止の導入を発表[16]。翌2017年フィエスタに搭載された[17]。
- 2017年に、メルセデス・ベンツがM176/M177 V8エンジンにCamtronic（可変バルブ機構）を応用した気筒休止を採用した[18][19]。
- 2017年に、ベントレーがコンチネンタルGTのW型12気筒エンジンに気筒休止を採用した[20][21]。
- 2018年に、マツダがCX-5のSKYACTIV-G 2.5エンジンに気筒休止を採用した。4気筒のうち両端の2気筒が休止される[22][23]。